# Sympiesis rugithorax
Sympiesis rugithorax är en stekelart som beskrevs av Crawford 1910. Sympiesis rugithorax ingår i släktet Sympiesis och familjen finglanssteklar.
Artens utbredningsområde är Filippinerna. Inga underarter finns listade i Catalogue of Life.